# Garmin Epic Trail
Le Garmin Epic Trail (anciennement Buff Epic Trail) est une compétition d'ultra-trail et de skyrunning disputée à La Vall de Boí en Espagne. Il a été créé en 2014.

## Histoire
En 2014, l'équipementier sportif espagnol Buff décide d'organiser une épreuve d'ultra-trail de 100 kilomètres dans le parc national d'Aigüestortes et lac Saint-Maurice, notamment pour promouvoir son équipe professionnelle de trail. L'épreuve voit le jour sous le nom de Buff Epic Trail Aigüestortes,.
Lors de la première édition en 2014, un épais brouillard s'installe sur le parcours, rendant la visibilité difficile pour les coureurs. Pour des questions de sécurité, les organisateurs décident de stopper la course au kilomètre 74. Seuls les 17 premiers coureurs passés avant peuvent rallier la ligne d'arrivée.
Dès l'année suivante, l'événement s'étoffe avec deux nouvelles épreuves typée skyrunning de 42 et de 21 kilomètres.
En 2016, l'épreuve accueille les championnats du monde de skyrunning. À cette occasion, une nouvelle épreuve de kilomètre vertical est ajoutée spécifiquement pour les championnats.
En 2017, une tempête soudaine contraint les organisateurs à stopper la course de 105 kilomètres au kilomètre 81. Seuls les quatre coureurs en tête, déjà passés au point de contrôle, poursuivent la course jusqu'à l'arrivée.
La course de 42 kilomètres rejoint le calendrier de la Skyrunner World Series 2018. Cette même année voit les deux autres parcours changer de distance. L'ultra-trail de 105 kilomètres est réduit à 65 kilomètres tandis que le 21 kilomètres est rallongé à 26 kilomètres.
L'édition 2020 doit à nouveau accueillir les championnats du monde de skyrunning mais est annulée en raison de la pandémie de Covid-19. Les championnats y sont reportés à 2021.
En 2022, l'épreuve change de sponsor-titre. Bien que Buff reste le sponsor principal de l'événement, la marque de systèmes de navigation et de montre de sport Garmin devient titulaire de l'épreuve. La course principale est réduite à 55 kilomètres.
Le parcours de l'épreuve-reine est rallongé à 62 kilomètres en 2023.
En 2024, le parcours de l'épreuve 62K est raccourci à 54 kilomètres en raison des conditions météorologiques très pluvieuses.
L'épreuve Ultra disparaît de l'évènement en 2025, laissant le marathon comme épreuve-phare.

## Parcours

### Ultra
Le départ est donné dans le village de Barruera. Le parcours longe la vallée dans un premier temps jusqu'au village de Llesp et remonte sur le hameau d'Irgo. Le parcours effectue ensuite l'ascension d'El Corronco avant de redescendre au Cap dels Vedats d'Erta puis remonte sur le pic Cerví de Durro. Le parcours traverse la station de ski de Boí Taüll et redescend le vallon jusqu'au Pas Canadenc. Le parcours effectue ensuite l'ascension du Tuc de Moró et longe la crête jusqu'au Port de Rus. Le parcours redescend dans le vallon en effectuant une boucle dans le village de Taüll. Il rallie Barruera où est donnée l'arrivée. Il mesure 62 km pour 4 500 m de dénivelé positif et négatif.

### Maraton
Le départ est donné dans le village de Barruera. Le parcours effectue immédiatement l'ascension d'El Corronco en passant par le Mirador de l'Escaleta. Comme le 55 km, il passe par le Cap dels Vedats d'Erta et le pic Cerví de Durro pour redescendre sur la station de ski de Boí Taüll mais remonte aussitôt sur le Tuc de Moró. À partir de là, il suit le même tracé que le 55 km jusqu'à l'arrivée. Il mesure 42 km pour 2 800 m de dénivelé positif et négatif.

### Sky
Le départ est donné dans le village de Barruera. Le parcours suit le même tracé que le 42 km jusqu'au pic Cerví de Durro. Il contourne ensuite la station de ski de Boí Taüll et redescend sur le village de Durro, puis celui de Barruera où est donnée l'arrivée. Il mesure 24 km pour 1 900 m de dénivelé positif et négatif.

## Vainqueurs

### 105K/65K/55K/62K
| Édition | Date | Hommes                                              | Hommes                                              | Hommes                                              | Femmes                                              | Femmes                                              | Femmes                                              |
| ------- | ---- | --------------------------------------------------- | --------------------------------------------------- | --------------------------------------------------- | --------------------------------------------------- | --------------------------------------------------- | --------------------------------------------------- |
|         |      | Rang                                                | Athlète                                             | Temps                                               | Rang                                                | Athlète                                             | Temps                                               |
| 1re     | 2014 | 1er                                                 | Iker Karrera                                        | 13 h 41 min 25 s                                    | 6e                                                  | Núria Picas                                         | 16 h 40 min 32 s                                    |
| 2e      | 2015 | 1er                                                 | Sebas Sánchez Sáez                                  | 15 h 9 min 0 s                                      | 6e                                                  | Núria Picas — 2e victoire                           | 17 h 35 min 20 s                                    |
| 3e      | 2016 | 1er                                                 | Luis Alberto Hernando                               | 11 h 36 min 20 s                                    | 10e                                                 | Caroline Chaverot                                   | 13 h 13 min 0 s                                     |
| 4e      | 2017 | 1er                                                 | Gerard Morales Ramirez                              | 13 h 27 min 22 s                                    | 17e                                                 | Judit Franch Pons                                   | 9 h 37 min 44 s                                     |
| 5e      | 2018 | 1er                                                 | Andreu Simon Aymerich                               | 9 h 2 min 3 s                                       | 14e                                                 | Cristina Bes Ginesta                                | 10 h 47 min 5 s                                     |
| 6e      | 2019 | 1er                                                 | Andreu Simon Aymerich — 2e victoire                 | 8 h 41 min 4 s                                      | 35e                                                 | Elisabeth Ríos Peredo                               | 11 h 53 min 6 s                                     |
| -       | 2020 | Course annulée en raison de la pandémie de Covid-19 | Course annulée en raison de la pandémie de Covid-19 | Course annulée en raison de la pandémie de Covid-19 | Course annulée en raison de la pandémie de Covid-19 | Course annulée en raison de la pandémie de Covid-19 | Course annulée en raison de la pandémie de Covid-19 |
| 7e      | 2021 | 1er                                                 | Victor Del Águila Pellicer                          | 8 h 47 min 41 s                                     | 34e                                                 | Marisa Villagrasa Blanco                            | 11 h 44 min 3 s                                     |
| 8e      | 2022 | 1er                                                 | Joaquín López                                       | 6 h 50 min 52 s                                     | 16e                                                 | Judit Franch Pons — 2e victoire                     | 8 h 37 min 31 s                                     |
| 9e      | 2023 | 1er                                                 | Pau Moreno                                          | 7 h 29 min 53 s                                     | 39e                                                 | Catalina Pons Febrer                                | 11 h 28 min 32 s                                    |
| 10e     | 2024 | 1er                                                 | Jesús Álvarez Morales                               | 6 h 27 min 53 s                                     | 20e                                                 | Adela Elena Ferenczik                               | 8 h 14 min 21 s                                     |

### 42K
| Édition | Date | Hommes                                              | Hommes                                              | Hommes                                              | Femmes                                              | Femmes                                              | Femmes                                              |
| ------- | ---- | --------------------------------------------------- | --------------------------------------------------- | --------------------------------------------------- | --------------------------------------------------- | --------------------------------------------------- | --------------------------------------------------- |
|         |      | Rang                                                | Athlète                                             | Temps                                               | Rang                                                | Athlète                                             | Temps                                               |
| 1re     | 2015 | 1er                                                 | Vicente Redondo                                     | 4 h 59 min 35 s                                     | 32e                                                 | Silvia Puigarnau                                    | 6 h 40 min 47 s                                     |
| 2e      | 2016 | 1er                                                 | Stian Angermund-Vik                                 | 3 h 56 min 47 s                                     | 25e                                                 | Maite Maiora Elizondo                               | 4 h 42 min 15 s                                     |
| 3e      | 2017 | 1er                                                 | Eugeni Gil Ocaña                                    | 4 h 8 min 24 s                                      | 27e                                                 | Oihana Azkorbebeitia Urizar                         | 5 h 7 min 28 s                                      |
| 4e      | 2018 | 1er                                                 | Marc Pinsach Rubirola                               | 4 h 23 min 32 s                                     | 17e                                                 | Holly Page                                          | 5 h 3 min 40 s                                      |
| 5e      | 2019 | 1er                                                 | Oriol Cardona Coll                                  | 4 h 8 min 2 s                                       | 22e                                                 | Sheila Avilés Castaño                               | 4 h 37 min 40 s                                     |
| -       | 2020 | Course annulée en raison de la pandémie de Covid-19 | Course annulée en raison de la pandémie de Covid-19 | Course annulée en raison de la pandémie de Covid-19 | Course annulée en raison de la pandémie de Covid-19 | Course annulée en raison de la pandémie de Covid-19 | Course annulée en raison de la pandémie de Covid-19 |
| 6e      | 2021 | 1er                                                 | Gerard Españó Aniceto                               | 4 h 44 min 10 s                                     | 44e                                                 | Montse Martínez Guerrero                            | 5 h 53 min 22 s                                     |
| 7e      | 2022 | 1er                                                 | Raúl Ortiz Cabello                                  | 4 h 20 min 19 s                                     | 25e                                                 | Oihana Azkorbebeitia Urizar — 2e victoire           | 5 h 20 min 4 s                                      |
| 8e      | 2023 | 1er                                                 | Joan Riutort Cifre                                  | 4 h 49 min 57 s                                     | 29e                                                 | Yasmina Castro Chacón                               | 5 h 54 min 52 s                                     |
| 9e      | 2024 | 1er                                                 | Marc Pinsach Rubirola — 2e victoire                 | 4 h 16 min 49 s                                     | 24e                                                 | Noelia González Pérez                               | 6 h 19 min 41 s                                     |
| 10e     | 2025 | 1er                                                 | Raúl Ortiz Cabello — 2e victoire                    | 4 h 38 min 42 s                                     | 3e                                                  | María Fuentes Olcina                                | 4 h 57 min 20 s                                     |

### 21K/26K/24K
| Édition | Date | Hommes                                              | Hommes                                              | Hommes                                              | Femmes                                              | Femmes                                              | Femmes                                              |
| ------- | ---- | --------------------------------------------------- | --------------------------------------------------- | --------------------------------------------------- | --------------------------------------------------- | --------------------------------------------------- | --------------------------------------------------- |
|         |      | Rang                                                | Athlète                                             | Temps                                               | Rang                                                | Athlète                                             | Temps                                               |
| 1re     | 2015 | 1er                                                 | Tomáš Lichý                                         | 1 h 50 min 57 s                                     | 17e                                                 | Núria Gil                                           | 2 h 20 min 1 s                                      |
| 2e      | 2016 | 1er                                                 | François Gonon                                      | 2 h 11 min 20 s                                     | 13e                                                 | Yngvild Kaspersen                                   | 2 h 41 min 34 s                                     |
| 3e      | 2017 | 1er                                                 | Ismail Razga                                        | 2 h 18 min 53 s                                     | 15e                                                 | Núria Picas Albets                                  | 2 h 55 min 21 s                                     |
| 4e      | 2018 | 1er                                                 | Zach Miller                                         | 2 h 48 min 8 s                                      | 34e                                                 | Anna Carné Martínez                                 | 3 h 30 min 21 s                                     |
| 5e      | 2019 | 1er                                                 | Borja Zubizarreta Uria                              | 2 h 52 min 17 s                                     | 19e                                                 | Eli Gordón Rodríguez                                | 3 h 16 min 50 s                                     |
| -       | 2020 | Course annulée en raison de la pandémie de Covid-19 | Course annulée en raison de la pandémie de Covid-19 | Course annulée en raison de la pandémie de Covid-19 | Course annulée en raison de la pandémie de Covid-19 | Course annulée en raison de la pandémie de Covid-19 | Course annulée en raison de la pandémie de Covid-19 |
| 6e      | 2021 | 1er                                                 | Daniel Castillo Fernandez                           | 2 h 42 min 25 s                                     | 51e                                                 | Georgina Gabarró Morente                            | 3 h 21 min 40 s                                     |
| 7e      | 2022 | 1er                                                 | Alain Santamaría Blanco                             | 2 h 46 min 50 s                                     | 22e                                                 | Mireia Pons Torres                                  | 3 h 36 min 40 s                                     |
| 8e      | 2023 | 1er                                                 | Arnau Aranda                                        | 2 h 46 min 7 s                                      | 17e                                                 | Irati Azkargorta Galarza                            | 3 h 33 min 17 s                                     |
| 9e      | 2024 | 1er                                                 | Javier Vives Barreda                                | 2 h 44 min 5 s                                      | 25e                                                 | Bel Calero Garau                                    | 3 h 27 min 23 s                                     |
| 10e     | 2025 | 1er                                                 | Albert Ballús Casas                                 | 2 h 50 min 10 s                                     | 12e                                                 | Dalia Alonso Pedreño                                | 3 h 23 min 54 s                                     |